# Ultima RS
El Ultima RS es un automóvil superdeportivo construido por la compañía británica Ultima Sports ( Ultima Sports) desde el día 16 de septiembre del año 2020. Se presentó como un modelo de preproducción en el FoS Goodwood ( Goodwood Festival of Speed de 2019.

## Descripción general
El Ultima RS está inspirado en los autos del Grupo C que estuvieron activos en las carreras de resistencia en las décadas de 1980 y 1990, una tradición de diseño que se remonta al Ultima Mk1 (en: Ultima Mk1) de 1983.
El tren motriz está equipado con un motor LS V8 de 6.2 L fabricado por General Motors normalmente para su uso en el Chevrolet Corvette. Además, el modelo de tope de gama se puede ajustar hasta una máxima potencia de 1200 HP, lo que supera con creces los 1034 HP del modelo Ultima Evolution ( Ultima Evolution) más potente hasta el momento. La aerodinámica también ha mejorado notablemente. También es posible adquirir la máquina en forma de kit car.

## Tren de potencia
El tren motriz está equipado con el anteriormente mencionado motor LS V8 de 6.2 L de General Motors desarrollado normalmente para el Chevrolet Corvette. Se establecen tres acabados de modelos de la siguiente manera.

### Modelo de acceso a la gama
Motor: LT1

Inducción forzada: Ninguna (aspiración natural)

Potencia: 480 HP

0-60 mph: 3,0 s

0-100 mph: 6,2 s

30-70 mph: 2,3 s

0-150 mph: 12,9 s

0-100-0 mph: 10,1 s

1/4 de milla desde parado: 11,2 s a 131 mph

Velocidad máxima: más de 180 mph

### Modelo de gama intermedia
Motor: LT4

Inducción forzada: Turboalimentado

Potencia: 650 HP

0-60 mph: 2,5 s

0-100 mph: 5,2 s

30-70 mph: 1,7 s

0-150 mph: 10,1 s

0-100-0 mph: 9,1 s

1/4 de milla desde parado: 9,8 s a 144 mph

Velocidad máxima: más de 210 mph (electrónicamente limitada)

### Modelo de tope de gama
Motor: LT5

Inducción forzada: Turboalimentado

Potencia: 800 HP (1200 HP con algunos ajustes bajo pedido)

0-60 mph: 2,3 s

0-100 mph: 4,8 s

30-70 mph: 1,5 s

0-150 mph: 8,9 s

0-100-0 mph: 8,7 s

Cuarto de milla de pie: 9,2 s a 156 mph

Velocidad máxima: más de 250 mph (electrónicamente limitada)
Nota: Los siguientes datos fueron extraídos de la página oficial del modelo específico dentro del sitio web de Ultima Sports .

## Carrocería
El peso de la carrocería del automóvil es de 930 kg mediante el uso extensivo de fibra de carbono. (varía dependiendo de las opciones).
En términos de aerodinámica, se pueden ver más partes aerodinámicas que en otros modelos, y está claro que hay más diseños para el control de la carga aerodinámica y el flujo de aire que otros modelos.

## Practicidad
Si bien es un auto más bien pensado para su uso en tandas en circuitos, tiene un sistema de elevación hidráulica, baúl, aire acondicionado, navegación, cámara trasera, sensores de estacionamiento, y es práctico y está homologado para circular por la vía pública.

## Precio
El fabricante no anuncia un precio exacto, debido a lo configurable que es el modelo, sin embargo, calcula que se aproxima al de un BMW M3 (G80/81). Por lo tanto, el RS oscila alrededor de los 111200 euros.